# Félicien Ntambue Kasembe
Félicien Ntambue Kasembe CICM (ur. 8 września 1970 w Kabindzie) – kongijski duchowny katolicki, w latach 2020–2024 biskup Kabindy, arcybiskup metropolita Kanangi od 2024.

## Życiorys

### Prezbiterat
Święcenia kapłańskie przyjął 21 sierpnia 2001 w zakonie szeutystów. Był m.in. sekretarzem prowincjalnym, dyrektorem ośrodka pedagogicznego w Kinszasie, a także radnym prowincjalnym i generalnym zakonu.

### Episkopat
23 lipca 2020 papież Franciszek mianował go biskupem diecezji Kabinda. Święceń biskupich udzielił mu 27 września 2020  metropolita Mbandaka-Bikoro – arcybiskup Ernest Ngboko Ngombe.
19 marca 2024 został mianowany arcybiskupem metropolitą Kanangi.